# ریماک نورا
ریماک نورا (به انگلیسی: Rimac Nevera) (تلفظ: [rǐːmat͡s něʋeːra]) یک خودروی اسپورت تمام الکتریکی است که توسط شرکت خودروسازی کروات ریماک طراحی و تولید شده است. اولین نمونه اولیه خودرو در اوت ۲۰۲۱ عرضه شد. تولید نورا به تعداد ۱۵۰ دستگاه محدود شده است. ریماک پس از تکمیل تست تصادف برای همسان‌سازی، قصد دارد نورا را در اواسط سال ۲۰۲۲ به مشتریان تحویل دهد. نورا در همان کارخانه و با همان نرخ (تقریباً ۱ دستگاه در هفته) مانند پینینفارینا باتیستا که بر روی همان سکو است، تولید می‌شود.

## بررسی

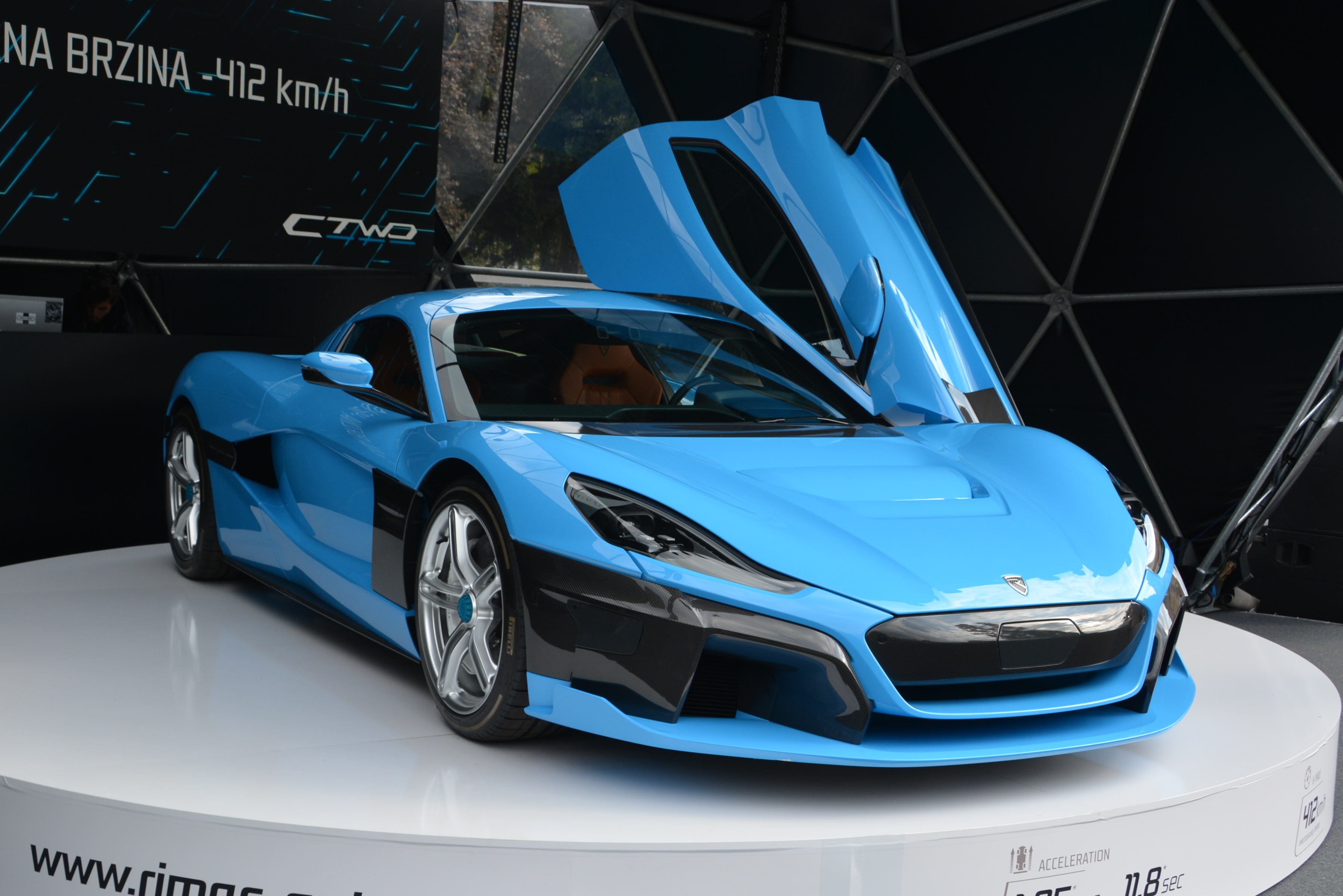
ریماک سی_دو

این خودرو در نمایشگاه خودروی ژنو ۲۰۱۸ با نام ریماک C_Two رونمایی شد. بعدها پس از راه‌اندازی به نورا تغییر نام داد. این دومین خودروی این خودروساز پس از ریماک کانسپت یک است و به‌عنوان «نهایی تجربه رانندگی هایپرکار الکتریکی» توصیف می‌شود.
نام نورا از واژه کرواتی به معنی طوفان‌های ناگهانی و کوتاه است که معمولاً با رعد و برق همراه است که عمدتاً در امتداد سواحل آدریاتیک کرواسی رخ می‌دهد.

## توسعه
نورا در ابتدا به‌عنوان خودروی مفهومی C_Two معرفی شد. از سال ۲۰۱۸، ریماک بیش از سه سال را صرف پالایش خودرو به‌عنوان بخشی از یک برنامه آزمایشی و توسعه گسترده کرد. تقریباً تمام اجزای کلیدی نورا در دفتر مرکزی ریماک در نزدیکی زاگرب، کرواسی طراحی و تولید می‌شوند.
در طول فرایند همسان‌سازی جهانی، این شرکت ۴ نمونه اولیه را برای اهداف آزمایشی مختلف ساخت.
در ژوئن ۲۰۲۰، ریماک یک مرکز جدید در Veliko Trgovišće افتتاح کرد که به‌عنوان مونتاژ برای نمونه‌های اولیه Nevera homologation و همچنین خودروهای تولیدی برای مشتریان عمل می‌کند. با ظرفیت کامل، برنامه‌ریزی شده بود که این مرکز تا پایان سال ۲۰۲۰ چهار وسیله نقلیه در ماه، شامل ۱۳ نمونه اولیه خودروی اضافی برای آزمایش همسان‌سازی تا نابودی و ۱۰ خودروی پیش تولید، تولید کند.
در فوریه ۲۰۲۲، پس از چهار سال آزمایش، برنامه تست تصادف برای همولوگاسیون جهانی نورا تکمیل شد، زمانی که آزمایش‌های ایمنی غیرفعال ایالات متحده تکمیل شد. تست تصادف اروپا قبلاً در سال ۲۰۲۱ تکمیل شده بود.
در اوت ۲۰۲۲، نیکو رزبرگ (قهرمان جهانی فرمول یک، ۲۰۱۶) ماشین شماره ۱ از ۱۵۰ را تحویل گرفت.

## کارایی
هر یک از چهار چرخ نورا به‌طور جداگانه توسط موتورهای آهنربایی نصب شده روی سطح حرکت می‌کند. آنها در مجموع ۱٬۴۲۷ کیلووات (۱٬۹۱۴ اسب بخار) و ۲٬۳۶۰ نیوتن متر (۱٬۷۴۱ پوند نیرو-فوت) گشتاور تولید می‌کنند. یک جعبه‌دنده تک مرحله‌ای چرخ‌های جلو و عقب را به هم متصل می‌کند.
نورا ظاهراً توانایی شتاب گرفتن از ۰–۹۷ کیلومتر بر ساعت (۰–۶۰ مایل بر ساعت) در ۱٫۸۵ ثانیه دارد که آن را به‌طور بالقوه به سریع‌ترین خودروی تولیدی در جهان تبدیل می‌کند. به‌گفته ریماک، شتاب ۰–۱۶۱ کیلومتر بر ساعت (۰–۱۰۰ مایل بر ساعت) در ۴٫۳ ثانیه، ۰–۲۹۹ کیلومتر بر ساعت (۰–۱۸۶ مایل بر ساعت) در ۹٫۳ ثانیه و حداکثر سرعت ۴۱۲ کیلومتر بر ساعت (۲۵۶ مایل بر ساعت) است.
در ۱۳ اوت ۲۰۲۱، کانال یوتیوب «Drag Times» یک نورا پیش تولید را در Famoso Raceway, Bakersfield، کالیفرنیا آزمایش کرد. پس از انجام چندین دویدن در مسیر ۱⁄۴ مایلی، نتایج عملکرد زیر منتشر شد:
- ۰–۹۷ کیلومتر بر ساعت (۰–۶۰ مایل بر ساعت) (۱ فوت): ۱٫۹۰ ثانیه
- ۰–۱۰۰ کیلومتر بر ساعت (۰–۶۲ مایل بر ساعت): ۲٫۰۰ ثانیه
- ۰–۱۶۱ کیلومتر بر ساعت (۰–۱۰۰ مایل بر ساعت): ۳٫۶۱ ثانیه
- ۰–۲۰۹ کیلومتر بر ساعت (۰–۱۳۰ مایل بر ساعت): ۵٫۳۶ ثانیه
- ۰–۲۴۱ کیلومتر بر ساعت (۰–۱۵۰ مایل بر ساعت): ۶٫۸۸ ثانیه
- ۹۷–۲۰۹ کیلومتر بر ساعت (۶۰–۱۳۰ مایل بر ساعت): ۳٫۴۲ ثانیه
- ۱۶۱–۲۴۱ کیلومتر بر ساعت (۱۰۰–۱۵۰ مایل بر ساعت): ۳٫۲۷ ثانیه
- ۱۰۰–۲۰۰ کیلومتر بر ساعت (۶۲–۱۲۴ مایل بر ساعت): ۲٫۹۵ ثانیه
- ۲۰۱ متر (۱⁄۸ مایل): ۵٫۶۴ @ ۲۱۳ کیلومتر بر ساعت (۱۳۲٫۳۳ مایل بر ساعت)
- ۴۰۲ متر (۱⁄۴ مایل): ۸٫۵۸ @ ۲۷۰ کیلومتر بر ساعت (۱۶۷٫۵۱ مایل بر ساعت)

در ۱۵ نوامبر ۲۰۲۲، ریماک دو ویدئو را منتشر کرد که نشان می‌داد این خودرو در پیست تست خودرو پاپنبورگ در آلمان به سرعت ۴۱۲ کیلومتر بر ساعت (۲۵۶ مایل بر ساعت) می‌رسد و رسانه‌ها آن را «سریع‌ترین خودروی الکتریکی جهان» می‌نامند.

## ویژگی‌ها و مشخصات

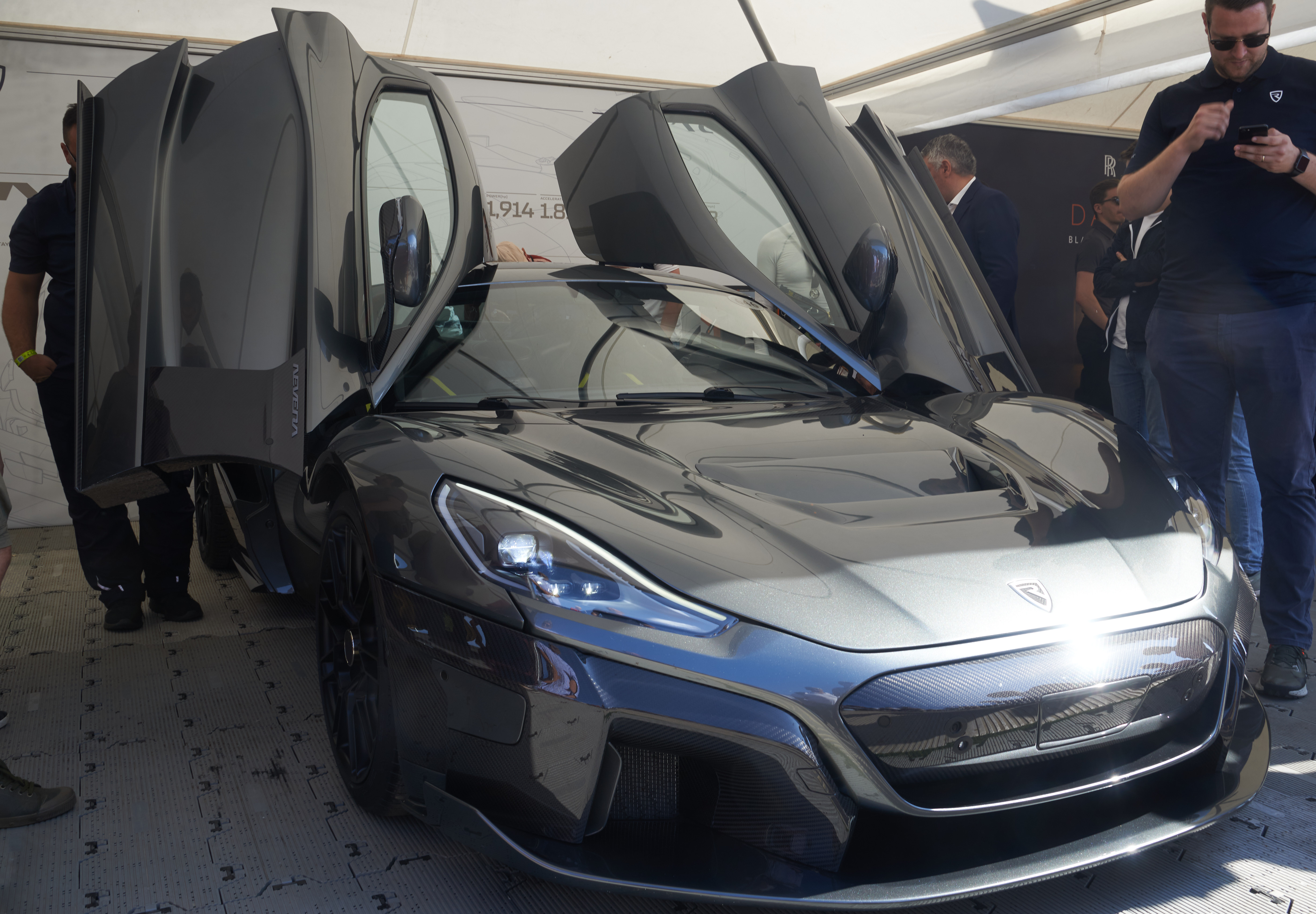
ریماک نورا

درحالی‌که حداکثر برد ۶۴۷ کیلومتر (۴۰۲ مایل) در چرخه NEDC و ۵۵۰ کیلومتر (۳۴۰ مایل) در چرخه WLTP را نیز تبلیغ می‌کند، ادعا می‌شود که این خودرو می‌تواند دو دور متوالی نوربورگ‌رینگ را با افت ناچیز طی کند. در اجرا ریماک ادعا می‌کند که این خودرو بسیار بادوام طراحی شده است و می‌توان آن را به سختی رانندگی کرد. علاوه بر این، این خودرو از نظر تکنولوژیکی قادر به رانندگی خودکار سطح ۴ با سیستم کمک‌راننده کامل پیشرفته (ADAS) است. در صورت اتصال به شارژر سریع، می‌توان آن را در کمتر از ۳۰ دقیقه تا ۸۰ درصد شارژ کرد. این خودرو دارای طراحی کاملاً جدیدی است و درهای معمولی را کنار می‌زند و اکنون به‌جای آن از درهای پروانه‌ای استفاده می‌کند. همچنین دارای یک کپسول آتش‌نشانی در پشت است که توسط یک بند چرمی که عبارت «در صورت صعود به تپه، آتش را خاموش کنید» حک شده است، اشاره‌ای به ریچارد هموند میزبان گرند تور است که در حین صعود به تپه با یک کانسپت یک تصادف کرد و باعث آتش گرفتن آن شد.

## پذیرایی
جاناتان لوپز از مجله Top Speed، نورا را تحسین کرد و اظهار داشت که «این یک تغییر دهنده بازی مطلق است، و نه فقط در بخش خودروهای برقی. بین فناوری پردازنده و مشخصات عملکرد شگفت‌انگیز، این دستگاه دارای کالاهایی است که می‌تواند بهترین‌ها را از آن خود کند».
تام فورد از تاپ گیر نمونه اولیه اولیه را در مارس ۲۰۲۰ آزمایش کرد. او با وجود وزن زیاد خودرو، «پانچ اوت» در پیچ‌ها را تحسین کرد و همچنین بازخوردهای زیادی را ارائه کرد و نتیجه گرفت که «طعم خام خوبی دارد، حتی بدون گشتاور. - جادوگری بردار … اما با یک ماشین پایه که این سطح از وعده را نشان می‌دهد، و شرکتی که بر سرگرمی تمرکز می‌کند تا چهره، این خبر خوبی است».
ولاد ساووف از The Verge با توصیف آنها به‌عنوان «ناشناس و غیر هیجان‌انگیز» از ظاهر آن انتقاد کرد و آنها را کمتر از لامبورگینی هوراکان توصیف کرد، اما اعتراف کرد که این خودرو «بخشنده‌تر و سازگارتر از سایر هایپرکارها است»، اما همچنین اظهار داشت: که خواندنی‌ها در سامانه اطلاعات سرگرمی بیش از حد حواس‌پرتی بود.

### نسخه تولیدی
تاپ گر در بررسی سال ۲۰۲۱ خود از یک خودروی پیش‌تولید، «عملکرد چرخش سر، فناوری باورنکردنی، شاسی فوق‌العاده سفت، مهندسی و کیفیت ساخت» را ستایش کرد، اما اشاره کرد که ترمزها نیاز به عادت کردن و کمی دقت دارند که امتیاز ۹ از ۱۰ را به آن می‌دهد. کریس پرکینز، نویسنده برای Road & Track، شتاب را «وحشیانه و بی‌امان» خواند و اشاره کرد که افزایش عملکرد بین «بسیار سریع» و «آنقدر سریع که تنفس را دشوار می‌کند» کاملاً چیزی است، و در نهایت آن را «پیشرفته‌ترین، قوی‌ترین، سریع‌ترین خودروی موجود در جهان» می‌نامند. کار اند درایور در بررسی خود نظرات مشابهی داشت و بیان کرد که «هایپرخودروهایی مانند نورا برای همه مناسب نیستند، اما نمی‌توان اهمیت آن را به‌عنوان لحظه‌ای که یک خودروی باتری‌دار بوگاتی شیرون را سرنگون کرد، انکار کرد. موتور احتراق داخلی ممکن است هرگز به عقب نرسد». بن الیور، روزنامه‌نگار راب ریپورت، دربرداشت‌های خود در حین رانندگی خاطرنشان کرد: «صداها به همان اندازه روانشناختی و فیزیکی به درام می‌افزایند، به گونه‌ای که هیچ خودروی جاده‌ای نمی‌تواند با آن برابری کند، و شخصیتی خطرناک و کاریزماتیک را ایجاد می‌کند که ارزش هر یک از هفت چهره آن را دارد».

## نگارخانه
- نمای پشت خودرو
- درون خودرو
- نمای جلوی ریماک نورا با درهای باز در جشنواره سرعت گودوود ۲۰۲۱
- نمای پشت خودرو